# Fordson Dexta

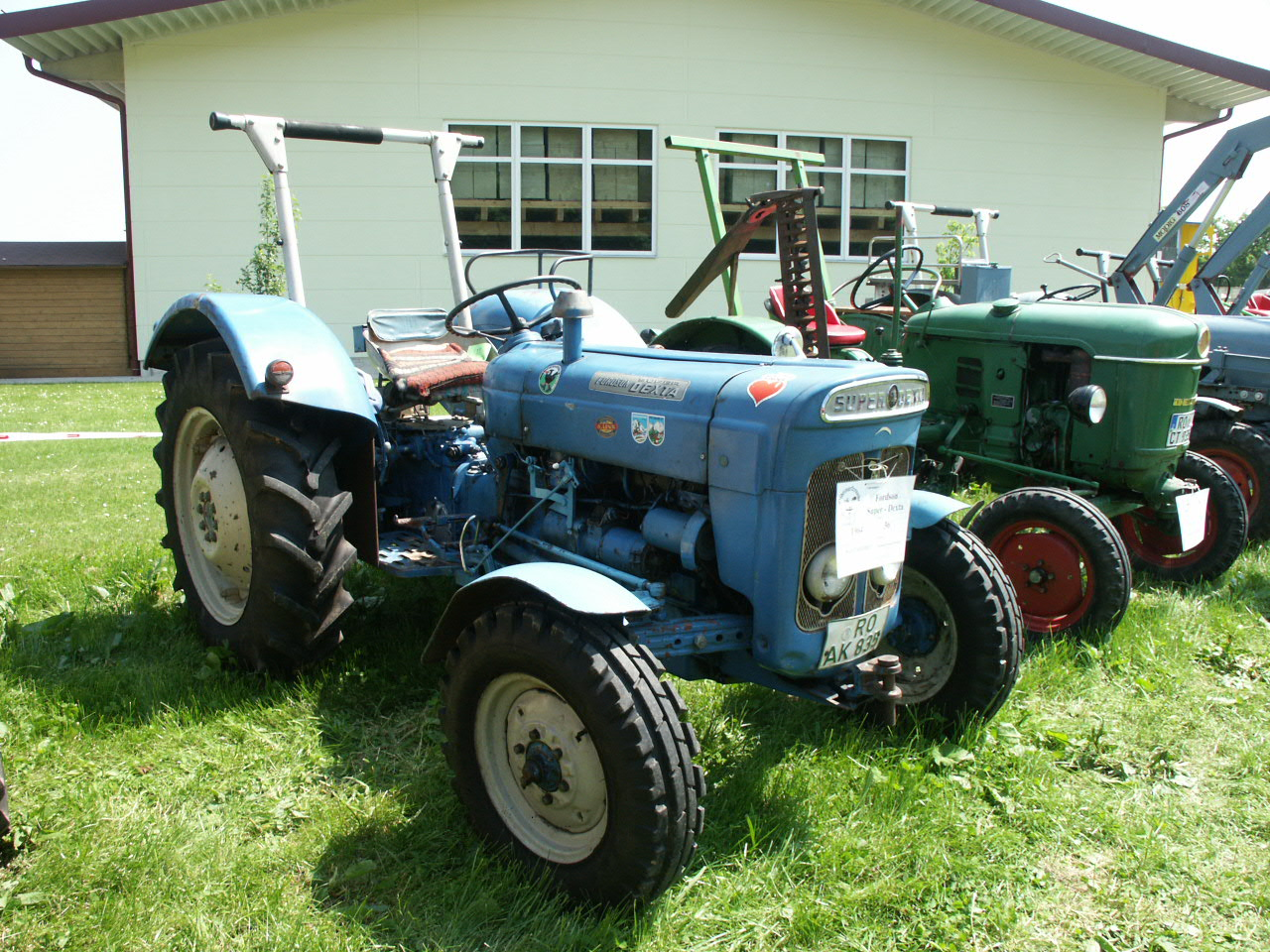
Fordson Super-Dexta

Fordson Dexta var en jordbrukstraktor som tillverkades på Ford Dagenham i Dagenham, Essex, England, från november 1957 till september 1964.

## Modeller
Den levererades i tre olika huvudutföranden, vilka tekniskt sett var mycket lika varandra. 
- 957E Dexta (nov 1957-sept 1964) Kännetecken: Dieselmotor (Perkins 3-144)
- 959E Petrol Dexta (1958-1959) Kännetecken: Ottomotor (Bensinmotor) och extra lång motorhuv.
- 960E Super Dexta (apr 1962-sept 1964) Kännetecken: Dieselmotor (Perkins 3-152) och extra hög bakaxelutväxling, samt säregen grill.

Samtliga modeller kunde även levereras i så kallat "Narrow" utförande, vilket betyder att traktorn var extra smalbyggd. 
Från och med 1959 monterades skyddsram på samtliga som såldes i Sverige (enligt lag).